# Het wonder van de slaaf
Het wonder van de slaaf, ook bekend als Het wonder van de heilige Marcus (Italiaans: San Marco libera uno schiavo) is een schilderij van Tintoretto. Hij maakte het in 1547 en 1548 voor de Scuola Grande di San Marco.  Sinds 1816 maakt het schilderij deel uit van de collectie van de Gallerie dell'Accademia in Venetië.

## Voorstelling
Het schilderij laat zien hoe Marcus, patroonheilige van Venetië, verschijnt om een slaaf te redden. In een episode in de Legenda Aurea van Jacobus de Voragine wordt verteld hoe deze man tegen het bevel van zijn Provençaalse meester in naar Venetië was gereisd om Marcus' relikwieën te vereren. Bij terugkomst gaf zijn meester de opdracht om hem ernstig te verminken. Eerst door zijn ogen met scherpe punten uit te steken, vervolgens door zijn benen af te hakken en ten slotte door zijn mond met hamers te verbrijzelen. Door tussenkomst van de heilige gaan alle martelinstrumenten echter kapot. Op het schilderij zijn ze op verschillende plekken te zien.  
Tintoretto concentreert zijn aandacht op de figuur van de heilige die uit de lucht valt. Hij beeldt hem ondersteboven af met een gedurfde verkorting. Dit detail komt niet voor in het verhaal in de Legenda Aurea, maar is wel aanwezig op een bronzen bas-reliëf met hetzelfde onderwerp van Jacopo Sansovino dat zich in het koor van de Basiliek van San Marco bevindt. De opgewonden gebaren en bewegingen verraden de emoties van de aanwezigen bij het zien van Marcus. Rechts zit de verbaasde meester op een verhoging, in het midden zwaait de beul met zijn verbrijzelde instrument.
Het geheel speelt zich af in een oosterse omgeving. De beul en enkele toeschouwers zijn weergeven als Turken. Venetië was in een heftige strijd met het Ottomaanse Rijk verwikkeld om de heerschappij van de oostelijke Middellandse Zee. De compositie die aan alle zijden door architectonische elementen wordt begrensd, doet denken aan het podium van een theater. Het licht komt uit drie punten: frontaal, vanuit Marco's aureool en vanuit de achtergrond. Op het schilderij zijn de verschillende invloeden van Tintoretto waar te nemen: enerzijds de typische anatomieën en verkortingen van Michelangelo, anderzijds de intense en levendige kleuren die kenmerkend zijn voor de Venetiaanse school.

## Herkomst
Tintoretto maakte het schilderij voor de kapittelzaal van de Scuola Grande di San Marco, waar het aan de muur tegenover het altaar hing. De schilder begon er in 1547 aan en voltooide het voor april 1548, toen de schrijver Pietro Aretino het in een brief prees. Hoewel de leden van de Scuola verdeeld waren over de vraag of het werk geaccepteerd moest worden, bevestigde het Tintoretto's reputatie en leverde hem veel nieuw opdrachten op.   
Tommaso Rangone, Guardian Grande (voorzitter) van de Scuola, is op schilderij te zien. Hij is de man die links op de voorgrond het tafereel gadeslaat. Pietro Arentino is de bebaarde man die tussen de zuilen naar voren komt. Ook de schilder zelf zou te zien zijn op het schilderij. Zijn gelijkenis wordt herkend in de bebaarde man met donkere kleding, naast de man met de rode tulband, maar ook in de man uiterst rechts en zelfs in de slaaf op de grond.   
In de tijd van Napoleon werd het schilderij meegenomen naar Parijs. In 1815 kwam het schilderij terug naar Venetië, waar de Scuola inmiddels was opgeheven.   

## Afbeeldingen

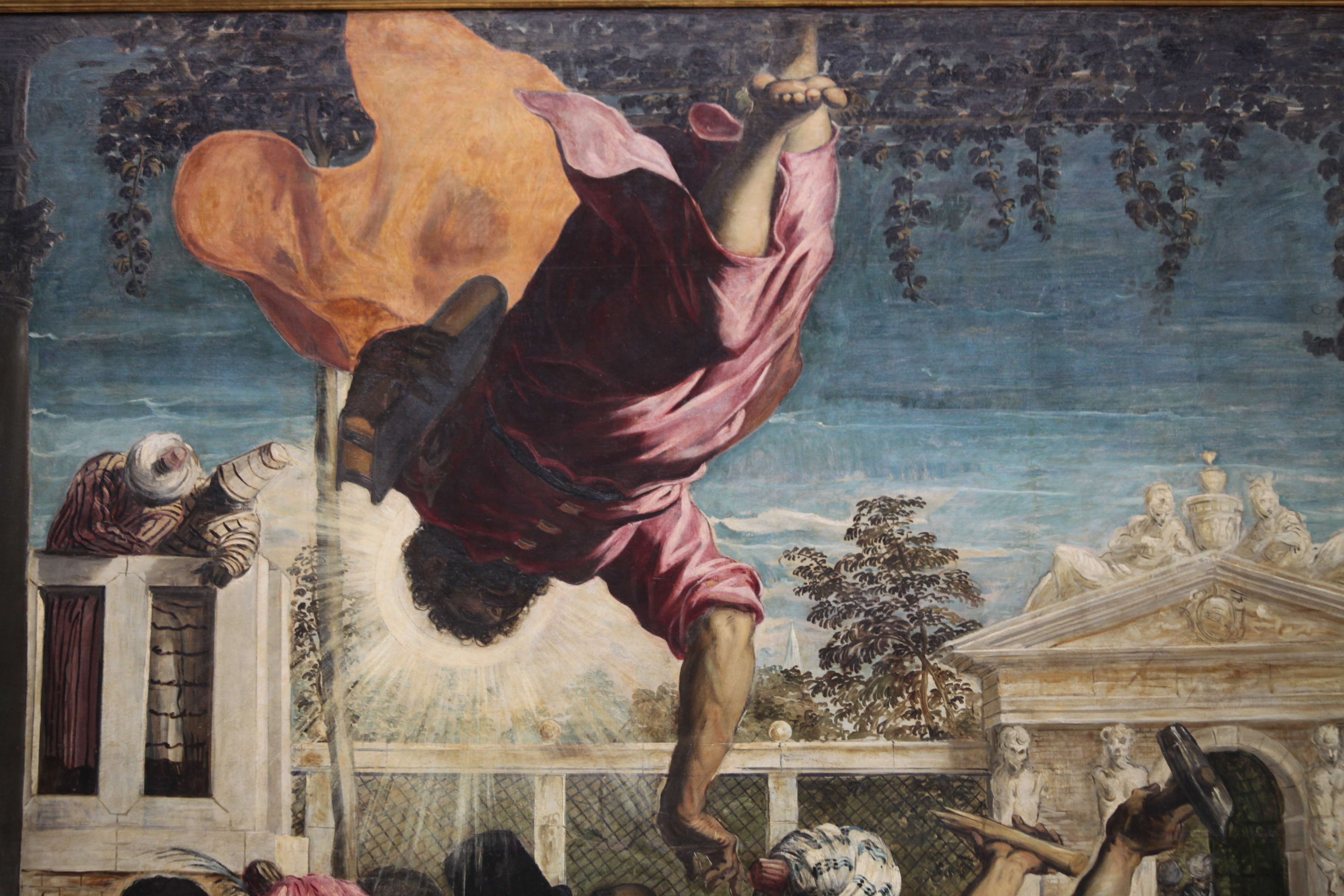
Detail
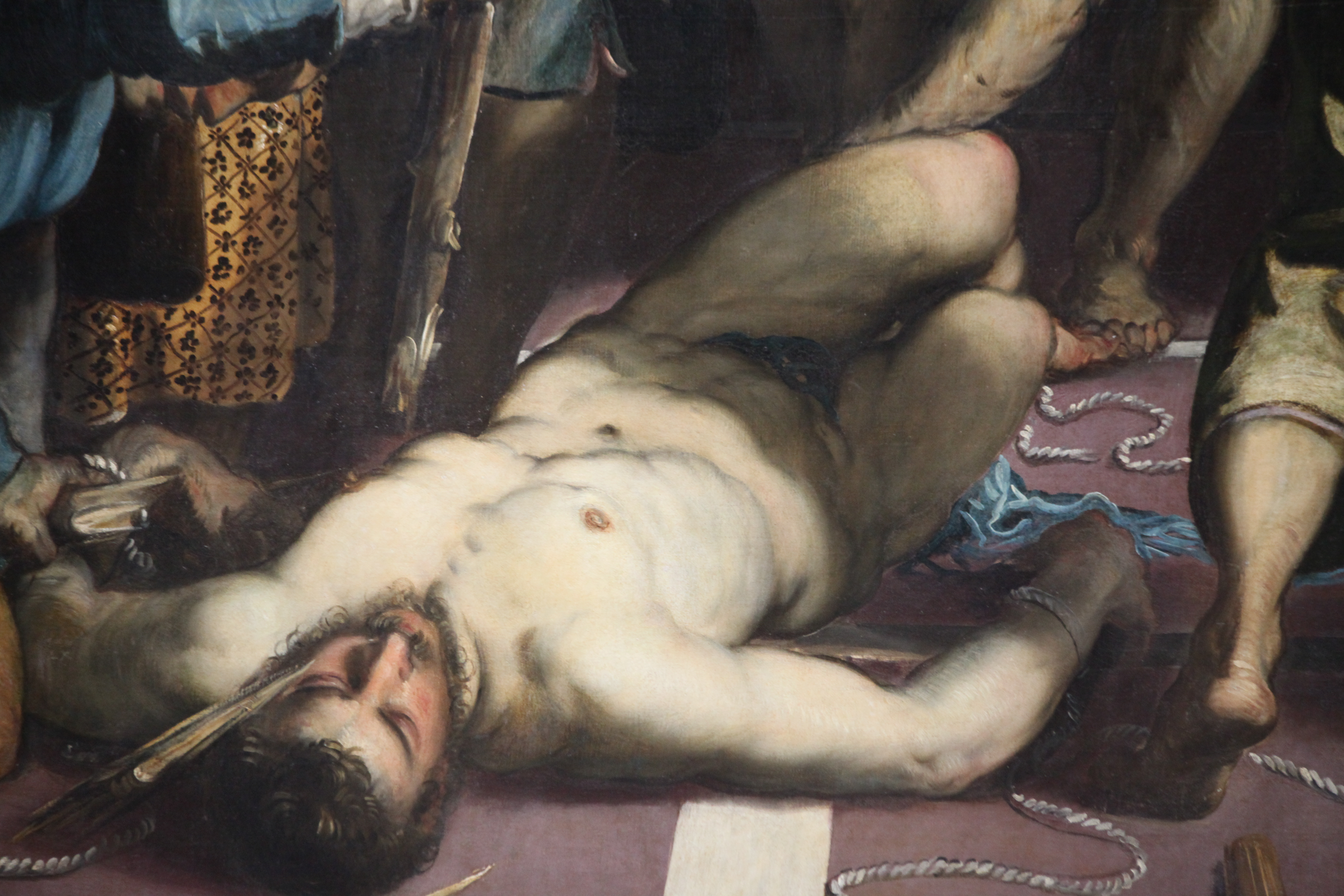
Detail
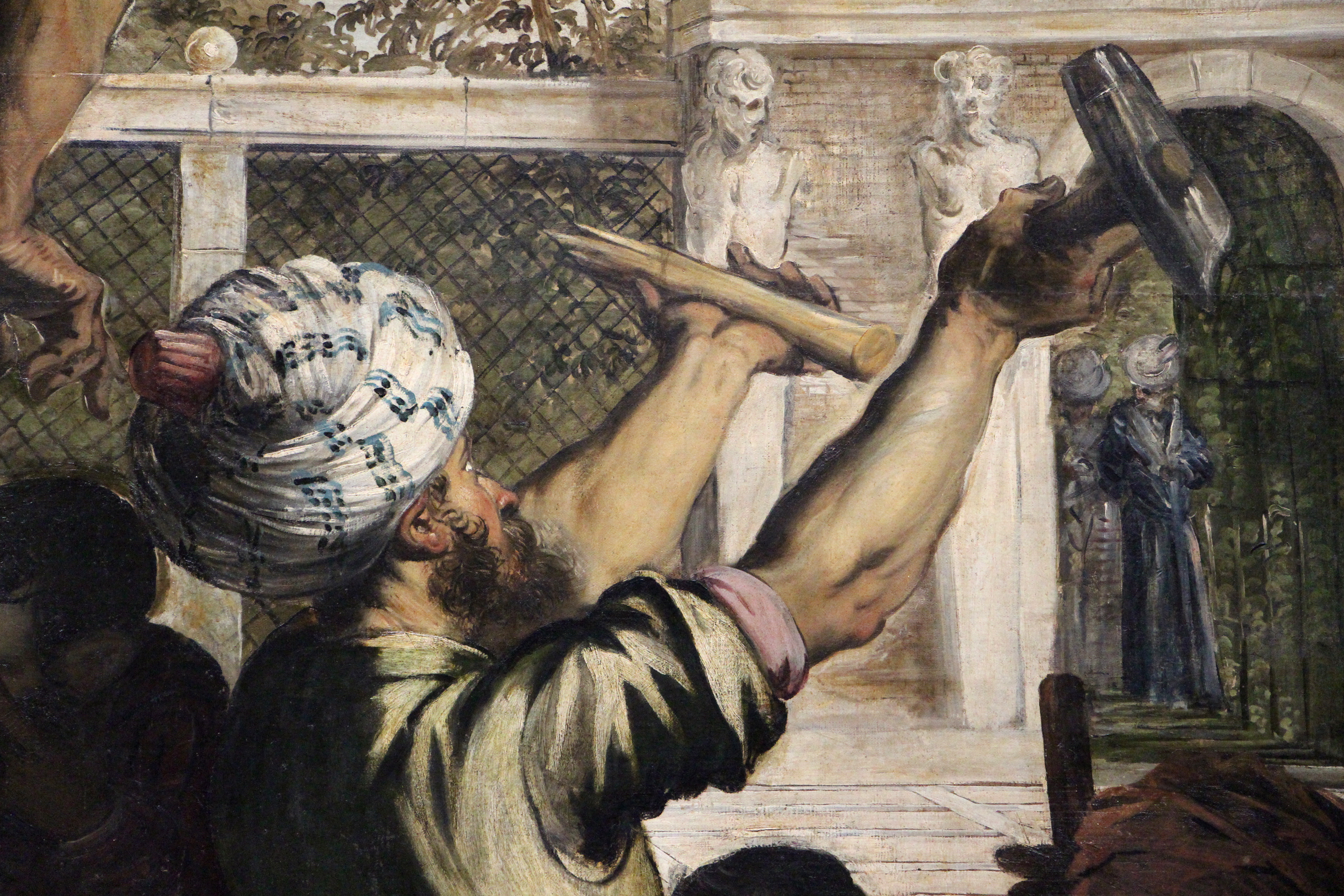
Detail
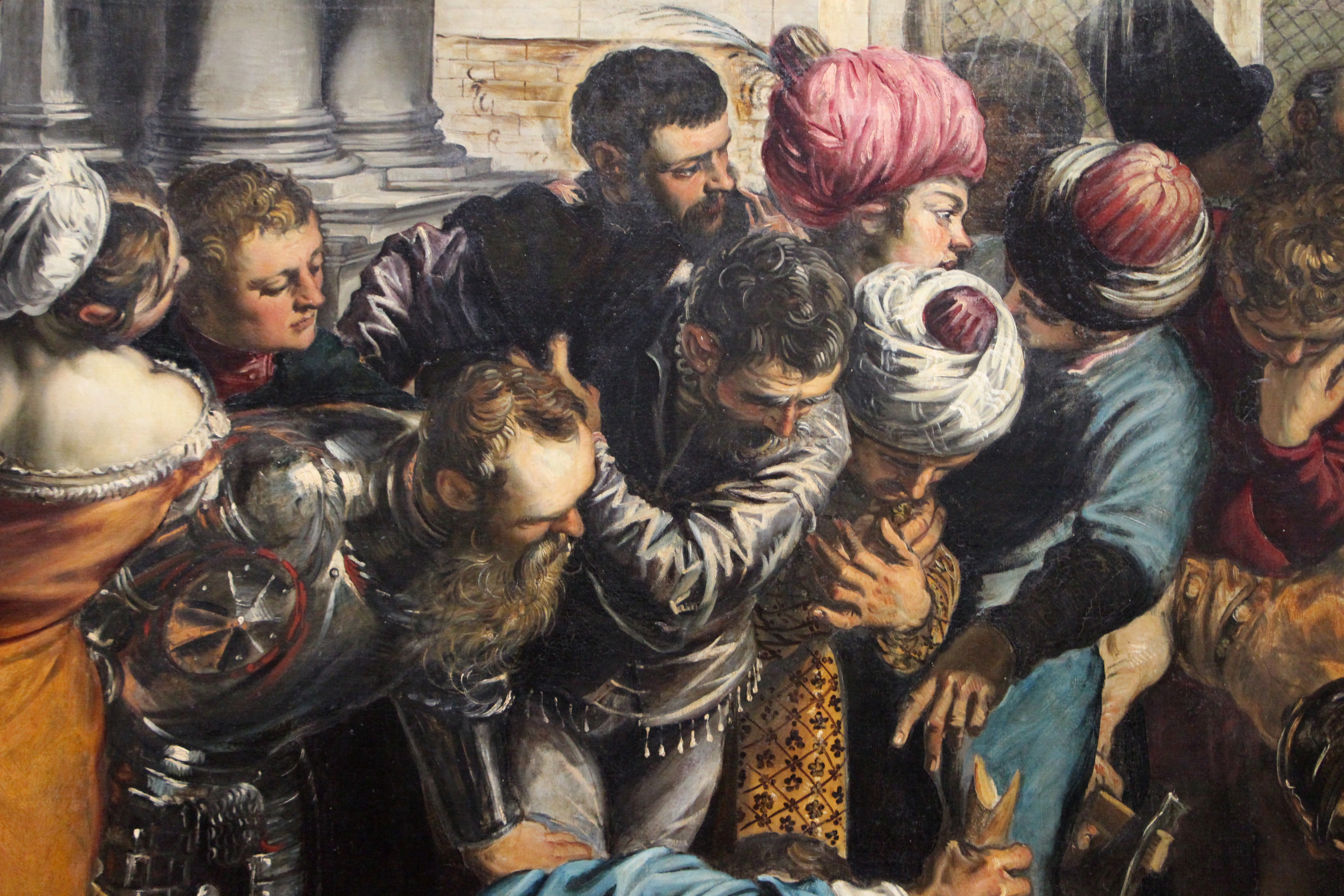
Detail
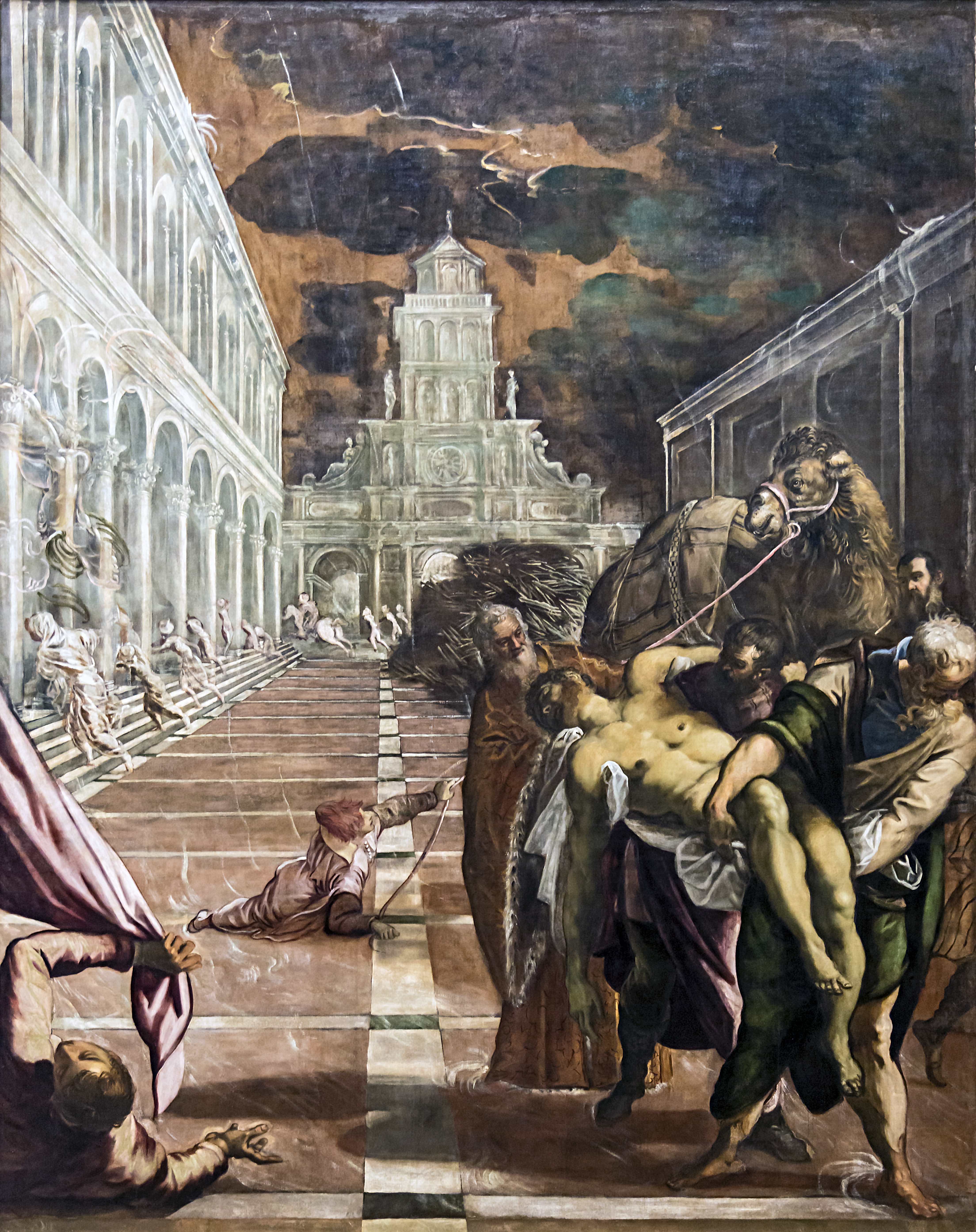
De redding van het lichaam van de heilige Marcus
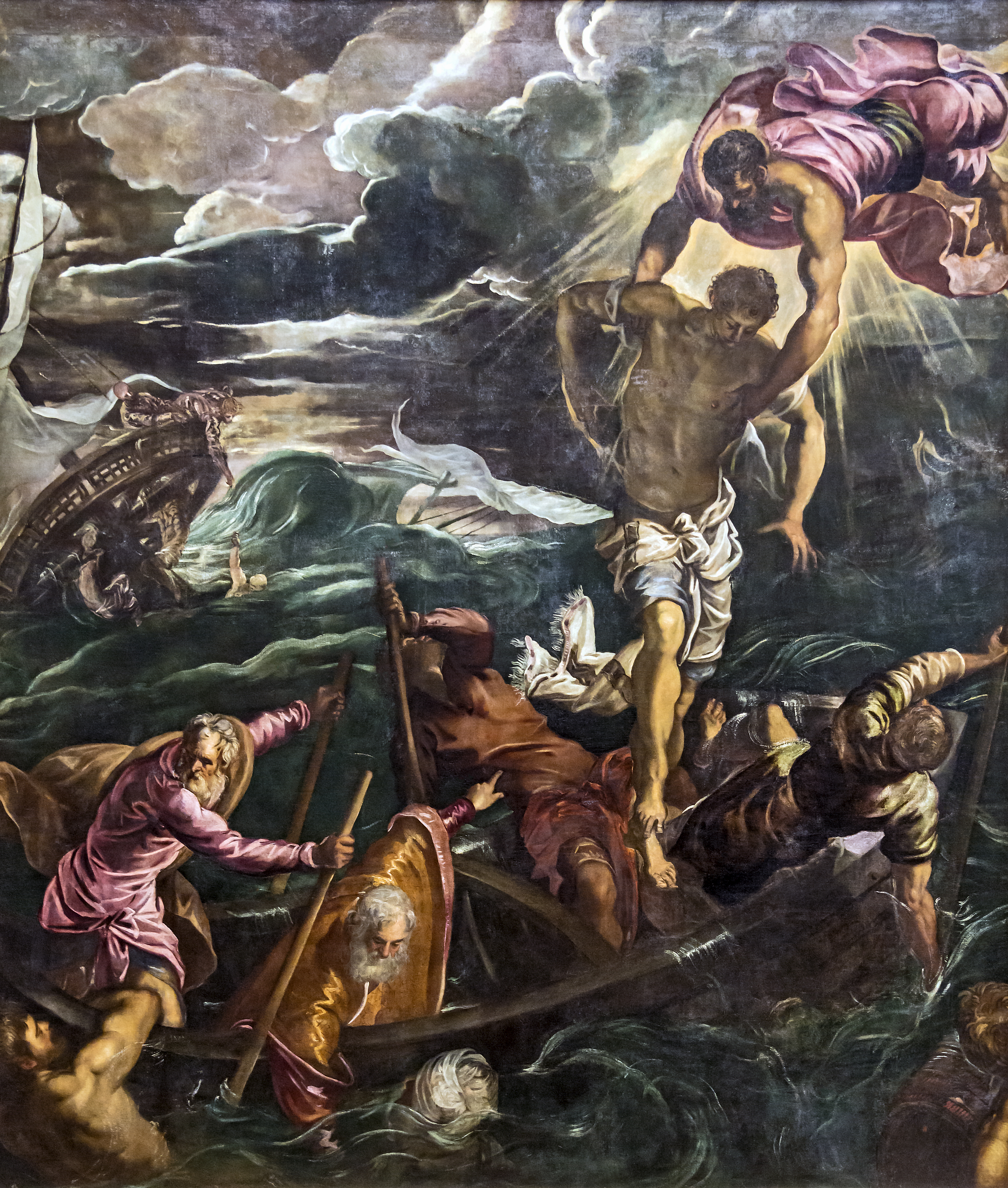
De heilige Marcus redt een Saraceen tijdens een schipbreuk
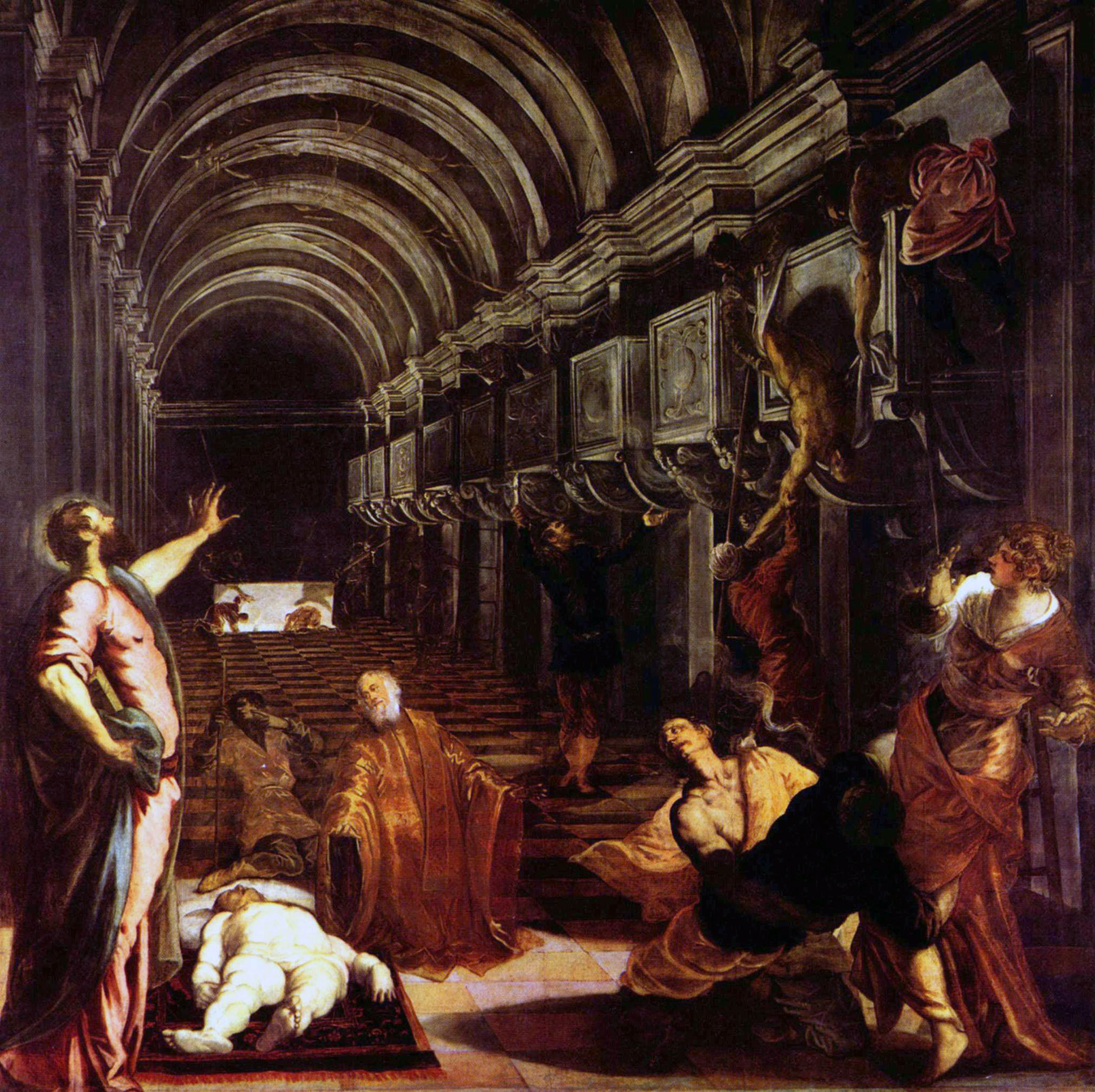
De vondst van het lichaam van de heilige Marcus